# Нижегородский автобус
Нижегоро́дский авто́бус — система автобусного общественного транспорта Нижнего Новгорода. Представлена сетью маршрутов автобусов большой вместительности и маршрутными такси.
Основной компанией, обслуживающей городские автобусные маршруты, является муниципальное предприятие «Нижегородпассажиравтотранс» (более 850 автобусов большой вместительности).

## История

### 1920-е — 1950-е годы
Первые попытки организовать автобусное движение в Нижнем Новгороде были предприняты в 1927 году в годы НЭПа. Открылось сразу несколько маршрутов: Советская площадь — Сормово, Советская площадь — Молитовка, Советская площадь — аэродром. По ним курсировало небольшое количество машин марки «Рено», вмещавших 27 пассажиров. Однако уже через четыре года все они вышли из строя, и нижегородцам долгое время приходилось пользоваться лишь одним трамваем, а там, где его не было, ходить пешком.
В начале 1930 годов на Московском шоссе, на территории деревни Ратманиха, было основано предприятие «Союзгужтранс». Именно от него ведет свою историю старейшее автотранспортное предприятие Нижнего Новгорода — НПАП-1. Первоначально в этом хозяйстве числилось 750 лошадей, 180 грузовиков, 130 легковых, 80 специальных машин и 3 грузовика-автобуса. Уже осенью того же года предприятие было реорганизовано в «Автогужтрест», первым руководителем которого стал Виктор Андреевич Гущин. На последний возлагались функции по перевозке и хранению грузов, погрузо-разгрузочные работы и автопассажирские перевозки, в том числе такси. Лошади располагались в деревянном здании, а автомашины стояли прямо на улице и только на ремонт заезжали в каменное одноэтажное здание. В 1933—1934 годах конный парк был переведен в другое место, началось строительство гаража и ремонтных мастерских, предприятие становится полностью автотранспортным и меняет своё название на «Автобаза», а затем именуется уже АТК-1 (автотранспортная контора № 1). Между тем, к 1936 году численность населения города преодолела 600-тысячный рубеж, выросли новые жилые районы и поселки на Автозаводе, в Сормове, вдоль Арзамасского шоссе. Строительство трамвайных линий не поспевало, в связи с чем Горьковский обком ВКП (б) принял решение организовать, наконец, регулярное автобусное движение. Первые маршруты, ещё не имевшие номеров, соединили центр города — площадь 1 мая и Московский вокзал с Автозаводом и Сормовом.
АТК № 1 получила первые 13 автобусов ГАЗ-03-30. Именно они стали первыми массовыми горьковскими автобусами. Впрочем, собственно автобусом эту машину можно было назвать лишь условно: салон вмещал всего 16 человек, то есть ненамного больше современной «ГАЗели».
В годы Великой Отечественной войны почти весь транспорт был мобилизован, автобусное движение в городе временно прекратилось. Вскоре, после победы, 1 июня, было открыто движение сразу по четырём маршрутам: от площади Челюскинцев (Московский вокзал) на Автозавод, «Красное Сормово», площадь Минина и Пожарского и поселок Орджоникидзе. К 1 января в Горьком и области насчитывалось 87 автобусов, в том числе 62 в АТК № 1. И все же в те годы автобус на улицах города ещё был скорее экзотикой. К примеру, за весь 1950 год на этом виде транспорта было перевезено всего чуть более 67 000 пассажиров. А качество обслуживания оставляло желать лучшего. «На остановках приходится ждать автобусов часами; они запаздывают с выходом из парка, перебрасываются с одной линии на другую, подолгу простаивают, — писала „Горьковская коммуна“ о работе 1-й АТК в апреле . — Очень много случаев, когда машины после одного-двух рейсов возвращаются в парк. Например, 2 марта на маршруте площадь Минина и Пожарского — Мыза вместо трех машин курсировала лишь одна, которая в 17 часов тоже была снята. 2 апреля на автозаводской линии работало лишь три автобуса из восьми. Рабочие и служащие предприятий, не дождавшись автобуса, часто вынуждены идти пешком».
Ситуация изменилась в 1953—1955 годах, когда в Горький поступило несколько десятков новых машин марки ЗИС-155. В городе было открыто сразу несколько новых маршрутов: «Соцгород — Приокский поселок», «Приокский поселок — площадь Челюскинцев», «Площадь Минина и Пожарского — аэропорт», а также кольцевой маршрут «Площадь Горького — ул. Дзержинского — Речной вокзал — Казанский вокзал — Похвалинский съезд — площадь Горького». В то время маршруты ещё не имели номеров.
В 1959 году в АТК № 1 прибыло несколько венгерских автобусов «Икарус-60». Они были оснащены дизельным двигателем Gzepel-613, мощностью 125 л/с, установленным в передней части салона, и вмещали 60 пассажиров. На улицах Горького некоторое время работали и другие автобусы из стран социалистического лагеря: польские машины «Ogórek» и чешские «Шкода 706». Однако они оказались не очень надёжными в эксплуатации и вскоре были списаны. В начале шестидесятых в Горький прибыли венгерские автобусы следующего поколения «Икарус-620». Хорошие ходовые качества вместе с большей по сравнению с отечественными «ЛАЗами» и «ЛиАЗами» вместимостью делали их наиболее подходящими для протяжённых маршрутов с интенсивным пассажиропотоком, а также для линий, соединяющих заречную и нагорную части города. С тех пор «Икарусы» 1-го парка традиционно работали в основном на наиболее протяженных, магистральных маршрутах города.

### 1960-е — 1980-е годы

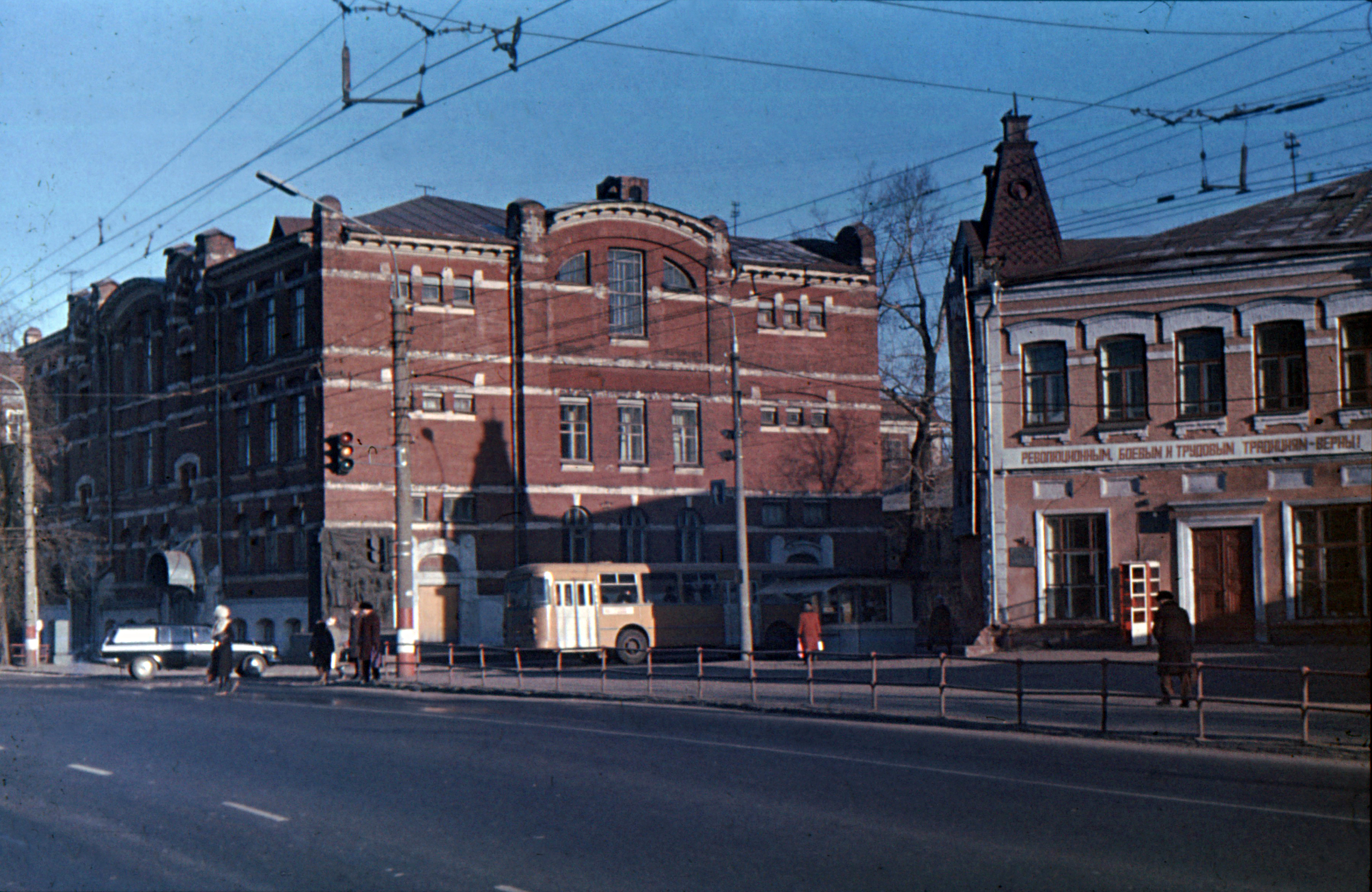
Город Горький, 1980-е годы. Автобус ЛиАЗ-677 в Сормове

В начале 60-х годов было тридцать автобусных маршрутов, в том числе экспрессный в аэропорт. За следующее десятилетие число удвоилось. Были организованы скоростные маршруты от центра к удалённым частям города, маршрутное такси. С 1986 года стали открываться и экспрессные линии с минимальным числом остановок, которых в 1990 году было пятнадцать. К 1990 году существовало 20 маршрутов маршрутных такси. Их обслуживали машины «ПАЗ-672». Часть линий автобуса с 1985 года выполняли подвозящие функции — обслуживали станции метро. Были маршруты, ориентированные на маятниковые трудовые поездки горьковчан, на студенческую молодёжь, на дачников и садоводов — их график был составлен с учётом реальных нужд всех этих категории пассажиров. Подвижной состав в 1990 году — автобусы «Икарус» (в том числе особо большой вместимости), «ЛАЗ», «ЛиАЗ», а на трёх маршрутах, ведущих в аэропорт, работали автобусы с мягкими сидениями.

### 2000-е

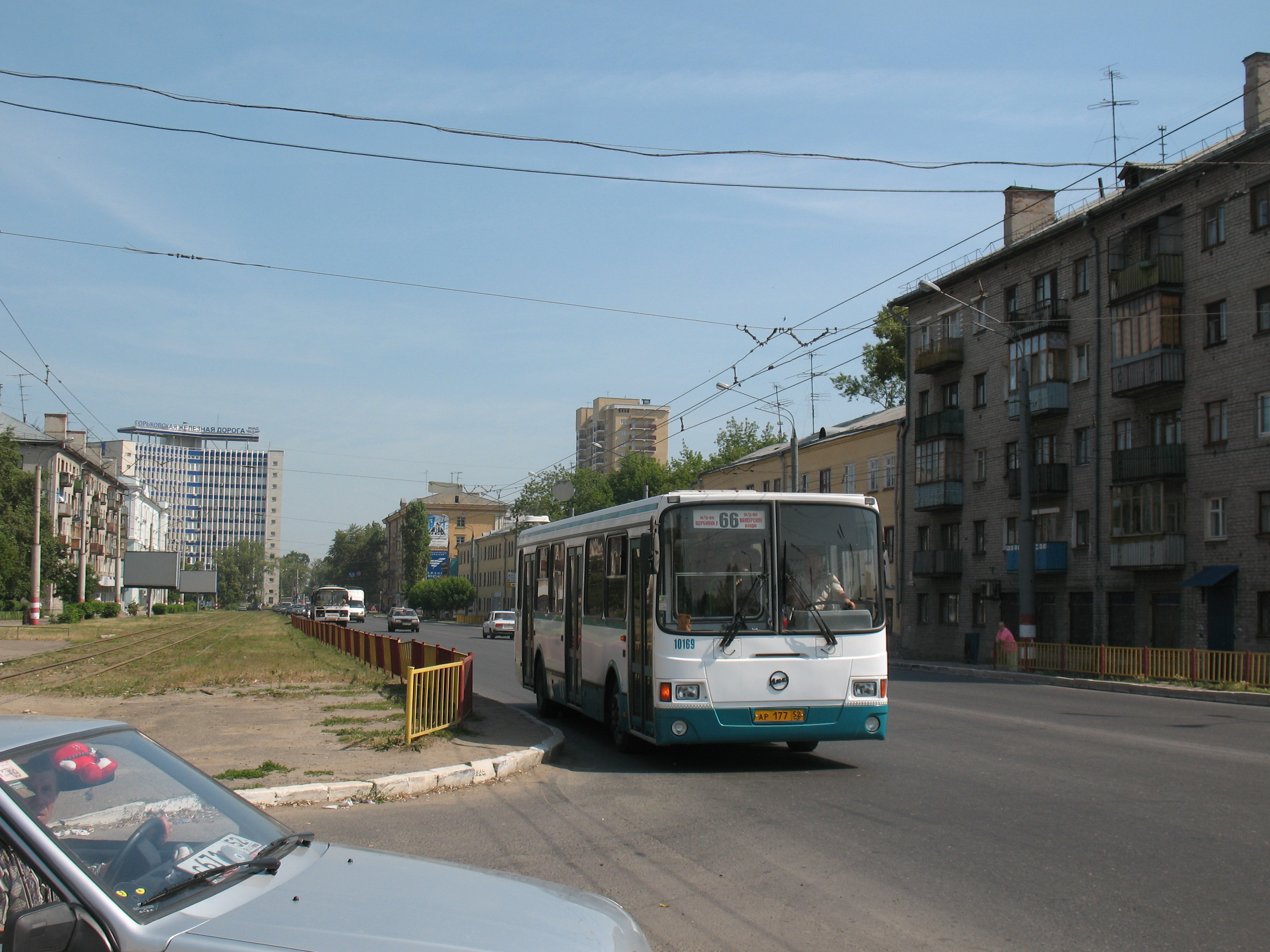
ЛиАЗ-5256 поставки 2006 года, списан в 2013

В 2006—2007 годах был фактически возрождён муниципальный автобус, почти исчезнувший в предшествующие годы. Было закуплено 504 новых высокопольных автобуса ЛиАЗ-5256, 90 новых полунизкопольных автобусов ЛиАЗ-5293 и 110 новых полунизкопольных автобусов МАЗ-103 (из них 100 сборки завода Самотлор-НН в Нижнем Новгороде с изменённой передней частью и названием Самотлор-НН-5295).
Осенью 2014 года поступило 30 новых сочленённых низкопольных автобусов ЛиАЗ-6213, вернувших этот тип автобуса в город.
В январе 2015 года парк муниципальных автобусов пополнился тремя новыми автобусами ЛиАЗ-5293, а летом 2016 года 144 новыми автобусами с двигателем, работающим на метане. Среди них 90 машин это высокопольные ЛиАЗ-5256.57 и 54 машины это полунизкопольные ЛиАЗ-5293.70. Все они окрашены в ярко-оранжевый цвет.
В июле 2017 года поступило 100 новых газовых низкопольных автобусов ЛиАЗ-5292.67. Также поступил на испытания низкопольный автобус среднего класса ЛиАЗ-4292. В ноябре—декабре 2018 поступило 100 низкопольных автобусов ЛиАЗ-5292.67, ещё 200 таких же поступят в город в сентябре—ноябре 2019, они будут оборудованы системой кондиционирования воздуха, а также четырьмя валидаторами.

## Новая комплексная транспортная схема
С 15 июля 2017 года в Нижнем Новгороде начала вводиться новая транспортная схема (КТС). Она подразумевает отмену старых городских маршрутов и внедрение новых. Схема создана для разгрузки сети общественного транспорта от нелегальных маршрутных такси, которые дублируют маршруты муниципального транспорта и друг друга. Также старые маршруты часто выезжали за пределы города. Новые маршрутные такси стали «подвозящими» из отдалённых районов города до станций метро, городской электрички и магистральных автобусов. Такая практика широко используется в крупных городах России (Москва и Санкт-Петербург) и Европы.
Также новая транспортная схема окончательно разделяет городской и пригородный транспорт. Теперь пригородные автобусы должны подвозить пассажиров до ближайшей автостанции, где они пересаживаются на городские маршруты.
Однако, такие нововведения понравились не всем нижегородцам. В том числе владельцам старых маршрутов, которые теряли свою прибыль, отказываясь от конкурсов на новые маршруты. Были проведены масштабные акции протеста против изменения транспортной схемы, организованные, зачастую, нелегальными перевозчиками. Они выражались в немногочисленных митингах, расклейкой вызывающих баннеров на автобусах и распространением агитационной информации в маршрутных такси. Также были составлены многочисленные петиции на имя Президента России против изменения маршрутов и повышения цен на проезд. Нелегальные, а также некоторые бывшие легальные перевозчики манипулировали неосведомлённостью граждан о новой транспортной схеме. К этим манипуляциям присоединились некоторые городские СМИ. Например широко распространялась информация о закрытии 30 маршрутов, однако, в изданиях не было указано, что вместо них появится около 25 новых маршрутов. Также в СМИ и нелегальных маршрутных делался упор на тему повышения цен на проезд до 28 рублей. Но о том, что будет подготовлена гибкая тарифная сетка с бесплатными пересадками и пониженной стоимости проезда по транспортным картам, сказано не было.

## Проезд
Стоимость проезда в нижегородских автобусах может варьироваться: 40 рублей при оплате наличными и 35 рублей при оплате бесконтактной банковской картой или транспортной картой. При использовании транспортной карты возможны бесплатные пересадки. По умолчанию пассажирам с транспортной картой даётся 60 минут безлимитных пересадок. Есть возможность получить 90 минут безлимитных пересадок, но разовая оплата будет 40 рублей. Бесплатные пересадки доступны между всеми видами общественного транспорта.

## Подвижной состав
Городские автобусы:
- ЛиАЗ-5293 различных модификаций
- ЛиАЗ-5292 различных модификаций
- ПАЗ-320435-04 «Vector Next»
- ПАЗ-320414-04 «Вектор»

Городские маршрутки:
- ПАЗ-320302-12
- ПАЗ-320402-05
- ПАЗ-32054
- ПАЗ-320414-04 «Вектор»
- ПАЗ-320435-04 «Vector Next»
- ПАЗ-4234 различных модификаций